# Caserne du Cloître

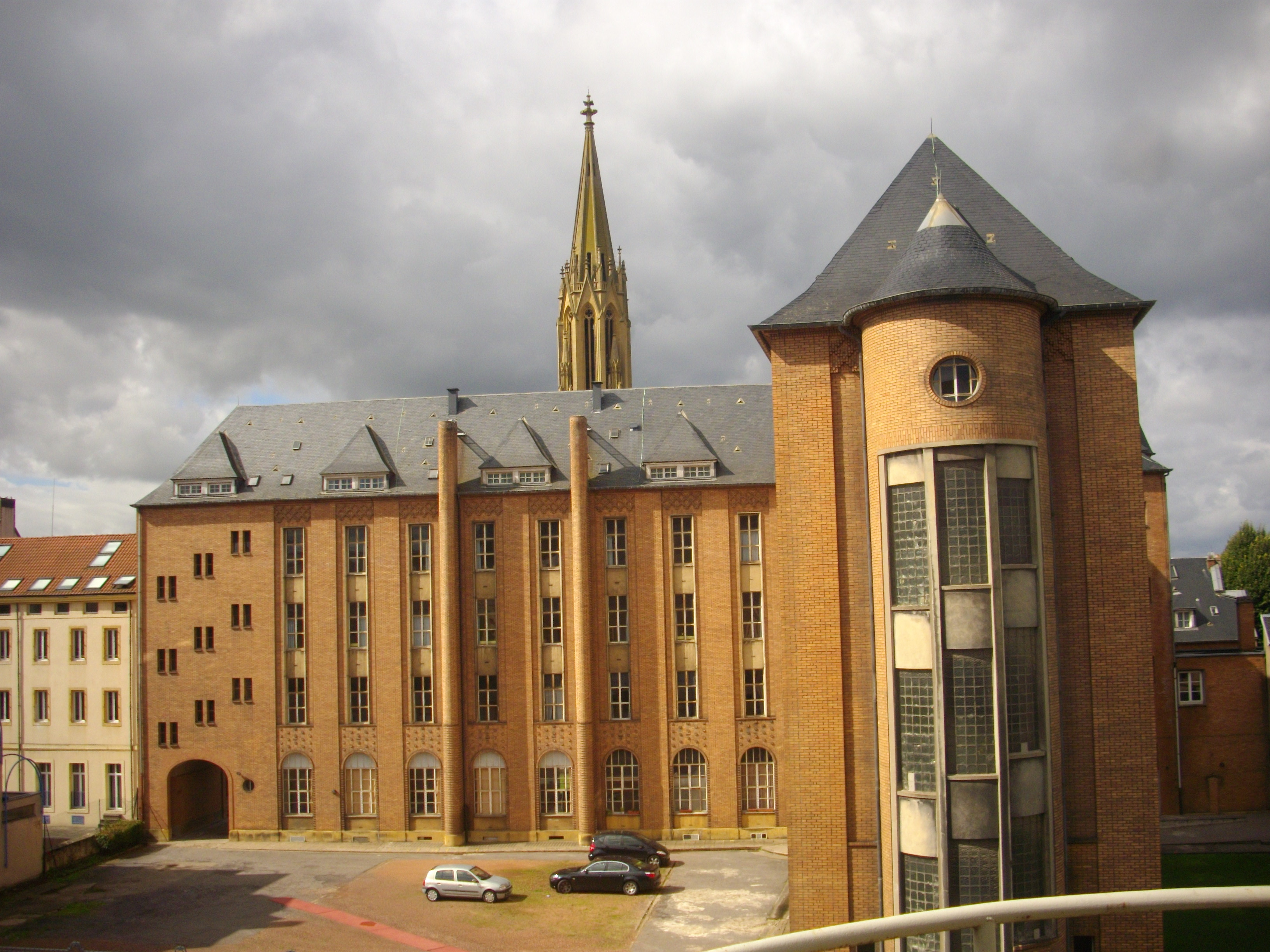
Caserne du cloître / Klosterkaserne (Blick von der Oper)

Die Caserne du Cloître (deutsch: Klosterkaserne) ist eine ehemalige Infanteriekaserne aus dem 17. Jahrhundert. Sie liegt auf der île Chambière in Metz.

## Geschichte
König Ludwig XIV. erkannte die strategische Wichtigkeit der kleinen Stadt Metz und beauftragte seinen Festungsbaumeister Vauban, die Möglichkeit zum Bau einer Festung zu prüfen. Vaubans Besuch im Jahre 1675 veranlasste ihn zu folgendem Ausspruch: «Les autres places du royaume couvrent la province, Metz couvre l’État» (deutsch: „Die anderen Plätze des Königreichs schützen die Provinz - Metz schützt den Staat“). Mit der Ausführung seiner Pläne wurde 1676 begonnen, die dann von seinem Schüler Louis de Cormontaigne, Maréchal de camp und Direktor der Festungen, zwischen 1728 und 1749 vollendet wurden. Um die Festung Metz mit Truppen belegen zu können, war der Bau von Kasernen unumgänglich geworden, da die Einquartierung bei den Bürgern in diesen Ausmaßen nicht möglich gewesen wäre.

## Errichtung
Die Caserne du Cloître wurde 1663 in der Rue Saint-Marcel aus Quadersteinen gebaut. Zunächst diente sie der Aufnahme einer Artillerieeinheit. Die Räumlichkeiten waren mit Gewölbedecken versehen, ähnlich denen in der Festung Saint-Quentin.

## Nutzung
Die Gebäude wurden bis zur französischen Revolution als Kaserne genutzt. Als nach dem Deutsch-Französischen Krieg Elsaß-Lothringen an Deutschland fiel, dienten die Gebäude dann wieder von 1871 bis 1919 als Infanteriekaserne. Zuletzt war die 11. Kompanie des Infanterie-Regiments Nr. 173 hier stationiert.
Heute gehört die Anlage zum Komplex des „Lycée Fabert“.
Die beiden in die Mauer eingelassenen Tore im Stil Louis XIII wurden am 30. März 1926 in die „Liste der Historischen Monumente Frankreichs“ (Monument historique de la France) eingetragen.